# Лоньяи, Меньхерт
Меньхерт Лоньяи (венг. Lónyay Menyhért, граф де Надьлонья и Вашарошнамень (англ. de Nagylónya et Vásárosnamény); 1822—1884) — венгерский государственный деятель.
С 1843 года — член палаты, в которой принадлежал к оппозиции, но боролся против покровительственного тарифа Кошута; в 1848 году занимал должность товарища министра финансов. Когда в 1849 году восстание было подавлено, он бежал, но в 1850 году был помилован и вернулся в Венгрию.
Здесь он содействовал урегулированию реки Тисы, организовал сельскохозяйственные провинциальные союзы, принимал горячее участие в устройстве кредитных учреждений, энергично выступал в защиту автономии протестантской церкви, которой угрожал патент 1859 года. В конституционном транслейтанском министерстве Андраши от 17 февраля 1867 года ему поручено было министерство финансов.
В 1870 году он назначен имперским министром финансов, в ноябре 1871 года — венгерским министром-президентом. Когда было обнаружено, что он при государственных займах и закупках, а также при управлении железными дорогами злоупотреблял своим влиянием для собственного обогащения, он вынужден был выйти в отставку (декабрь 1872).
С 1875 году был членом верхней палаты. Написал несколько трудов на венгерском языке: о государственных имуществах (Буда, 1869), об общественных делах Венгрии (Пешт, 1846 и 1873—1875) и др. На немецкий язык переведены его «Bankfrage» (Пешт, 1876) и «Graf Stefan Scéchenyi» (там же, 1875).